# ELLE風格路跑
ELLE風格路跑（英語：ELLE Run with Style）是時尚雜誌ELLE在台灣舉辦，以運動結合時尚、女性主題的企業形象路跑，介於競賽與休閒性質之間；首創於2015年，起初作為紀念國際婦女節的一環，爾後的比賽隨舉辦區間不同，紀念節慶以及活動主題均略有差異，目前參與這項活動的代言人，大多來自於時尚圈或演藝界人士。

## 賽事分組變遷

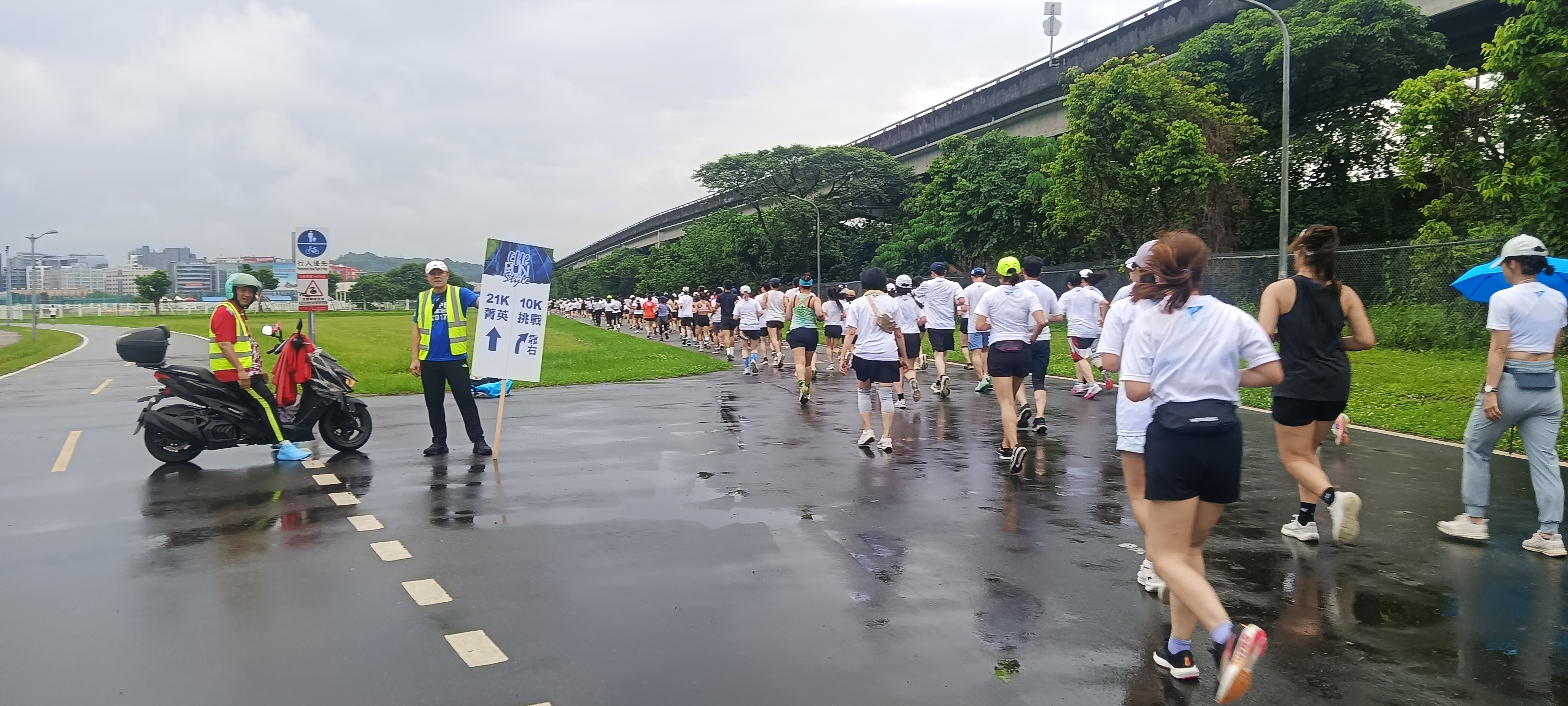
現行競賽分組以10公里與半程馬拉松為主流；若進行路線分歧時，會由裁判在現場提示。

比賽以半程馬拉松、10公里、5公里為基準進行分組；在早期，曾出現過4.5公里至14公里等不同的距離，甚至在2016年，設置了二鐵賽事；除中距離休閒組外，近年均多半採用晶片計時方式進行。
| 屆次 | 休閒組  | 競賽組 | 半程馬拉松 |
| ---- | ------- | ------ | ---------- |
| 1    | 7公里   | 10公里 | 有設置     |
| 2    | 7公里   | 未設置 | 有設置     |
| 3    | 5公里   | 12公里 | 有設置     |
| 4    | 5公里   | 12公里 | 有設置     |
| 5    | 4.5公里 | 14公里 | 有設置     |
| 6    | 4.5公里 | 14公里 | 有設置     |
| 7    | 5公里   | 10公里 | 未設置     |
| 8    | 5公里   | 10公里 | 未設置     |
| 9    | 5公里   | 10公里 | 未設置     |
| 10   | 5公里   | 10公里 | 有設置     |

## 周邊花絮

### 專門跑班的設計

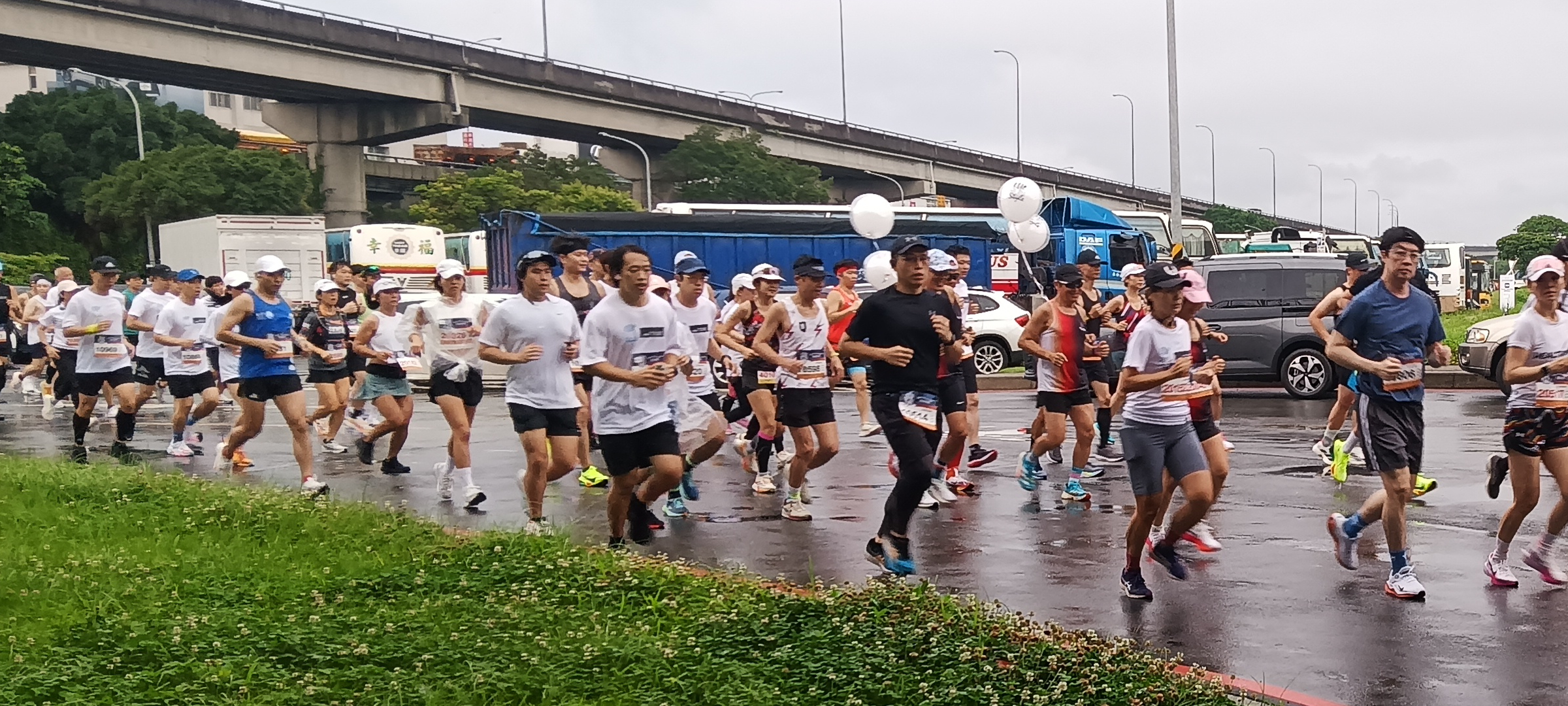
跑班講師擔當配速員，在正賽中作為跑者追尋速度的指引。

隨疫情後的運動健身風氣興起，2024年起，於正賽前推出「ELLE風格跑班」（ELLE Run Team），並將其常態化，且依照參與者性質進行班別分類；首次舉辦時，更提供了專門貴賓席次名額，給跑班參與者進行尊榮體驗。
之後的比賽中，局部的跑班講師也會以配速員的身分，背上掛有路跑氣球的信物，讓入門參與者找尋適當速度目標進行挑戰。

### 與音樂的虛實結合
2019年，ELLE與KKBOX在比賽前，以夜間跑步、輕鬆慢跑、跑前暖身等取向，匯集全球各地的知名樂曲，設計三種不同的主題線上歌單。
爾後，於當年的正賽進行時，設置DJ三大主題表演區，以及音樂主舞台等演出。

### 非時尚圈的城市行銷
由於這項比賽在2023年，首次採高雄、台北雙站的模式舉辦，時任高雄市長陳其邁，也應主辦方邀請，藉由賽事推廣，進行城市行銷宣傳，是歷屆賽事中，為少數非演藝與時尚圈響應活動的案例。

## 歷年紀錄
2021年賽事因疫情取消，不計屆次且不列入表中。
| 屆次 | 日期                                        | 地點                                    | 主題或口號                                         | 成績           | 承辦     |
| ---- | ------------------------------------------- | --------------------------------------- | -------------------------------------------------- | -------------- | -------- |
| 1    | 2015年3月7日                                | 碧潭東岸廣場                            | （無特定主題）                                     | （未正式提供） | 名衍行銷 |
| 2    | 2016年5月7日                                | 蘆堤音樂廣場                            | 25                                                 | （未正式提供） | 名衍行銷 |
| 3    | 2017年5月13日                               | 三重幸福水漾公園                        | （無特定主題）                                     | （未正式提供） | 義傑事業 |
| 4    | 2018年4月21日                               | 馬場町紀念公園                          | Moving On And Being Strong                         | （未正式提供） | 義傑事業 |
| 5    | 2019年4月20日                               | 大佳河濱公園                            | 我就是風格                                         | （未正式提供） | 義傑事業 |
| 6    | 2020年9月12日                               | 大佳河濱公園                            | 賽道就是你的伸展台 （Design a life you dream of）  | 紀錄           | 義傑事業 |
| 7    | 2022年6月18日                               | 大佳河濱公園                            | Run for Green                                      | 紀錄           | 享動行銷 |
| 8    | 2023年4月22日（高雄） 2023年4月29日（台北） | 高雄：夢時代購物中心 台北：大佳河濱公園 | 風格、永續、分享 （Stylish, Sustainable, Sharing） | 高雄站 台北站  | 享動行銷 |
| 9    | 2024年5月4日                                | 大佳河濱公園                            | Be Paris                                           | 紀錄           | 享動行銷 |
| 10   | 2025年5月10日                               | 大佳河濱公園                            | 我的自由丹寧賽道 （Denim Meets Freedom）           | 紀錄           | 享動行銷 |

## 類似競賽
- 台新女子路跑（同為女性主題路跑競賽，僅限女性選手參賽）

## 資料來源
1. 1 2  . ELLE. 2020-10-23  [2025-05-14]. （原始内容存档于2023-02-08）.
2. ↑  . TVBS. 2024-02-22  [2025-05-14]. （原始内容存档于2024-02-24） （中文（臺灣））.
3. ↑  許麗娟. . 高雄市: 自由時報. 2023-04-22  [2025-05-14]. （原始内容存档于2025-05-14） （中文（臺灣））.
4. ↑  . 台灣新聞電子報. 2025-03-14  [2025-05-12]. （原始内容存档于2025-05-12）.
5. ↑  許麗娟. . 自由時報. 2023-04-23  [2025-05-14]. （原始内容存档于2025-05-14） （中文（臺灣））.
6. ↑  . Wow! NEWS. 2016-05-08  [2025-05-12]. （原始内容存档于2025-05-12） （中文（臺灣））.
7. ↑  . 運動星球. 2016-06-01  [2025-05-14]. （原始内容存档于2025-03-18） （中文（臺灣））.
8. ↑  . 迷誠品. 2024-02-27  [2025-05-12]. （原始内容存档于2024-02-16） （中文（臺灣））.
9. ↑  孫家銘. . Newtalk新聞. 2023-04-22  [2025-05-14]. （原始内容存档于2023-04-23） （中文（臺灣））.
10. ↑  王慧瑛. . 高屏澎東要聞 (高雄市: 聯合報（南臺灣版）). 2023-03-06: B2.
11. ↑  葛祐豪. . 自由時報. 2023-03-05  [2025-05-13]. （原始内容存档于2023-03-07） （中文（臺灣））.
12. ↑  王慧瑛. . 高屏澎東要聞 (高雄市: 聯合報（南臺灣版）). 2023-03-06: B2.
13. 1 2  . RUNIROUND. 2016-05-09  [2025-05-12]. （原始内容存档于2025-05-12） （中文（臺灣））.
14. ↑  Mela Shih. . 2019-04-22  [2025-05-12]. （原始内容存档于2019-05-06） （中文（臺灣））.
15. ↑  . ELLE. 2020-10-23  [2025-05-12]. （原始内容存档于2023-02-08） （中文（臺灣））.